# عامر تزمرين (أولاد دليم)
عامر تزمرين هو دُوَّار يقع بجماعة أولاد عامر تزمرين، إقليم الرحامنة، جهة مراكش آسفي في المملكة المغربية. ينتمي الدوّار لمشيخة أولاد دليم التي تضم 15 دوار. يقدر عدد سكانه بـ 485 نسمة حسب الإحصاء الرسمي للسكان والسكنى لسنة 2004.

## روابط خارجية
- البوابة الوطنية للجماعات الترابية نسخة محفوظة 12 مارس 2018 على موقع واي باك مشين.
- المندوبية السامية للتخطيط